# Niquelina
La niquelina o nicolita és un mineral de la classe dels sulfurs. Va rebre el seu nom l'any 1832 per François Sulpice Beudant en al·lusió a la seva composició. Pertany i dona nom al grup de la niquelina de minerals.

## Característiques
La niquelina és un mineral compost d'arsenur de níquel, contenint un 43,9% de níquel i un 56,1% d'arsènic. Sol contenir petites quantitats de sofre, ferro i cobalt, i de vegades l'arsènic és reemplaçat en gran manera per l'antimoni, formant una sèrie isomorfa amb la breithauptita. Cristal·litza en el sistema hexagonal en hàbit columnar, reniforme o massiu. També s'hi poden trobar cristalls terminats i estriats horitzontalment. La seva duresa és de 5 a 5,5 a l'escala de Mohs, i la seva fractura és concoidal a desigual.

## Formació i jaciments
La niquelina es forma per la modificació hidrotermal de roques ultramàfiques i dipòsits de minerals associats, i pot formar-se per la substitució de sulfurs de coure-níquel (substituint la pentlandita i en associació amb sulfurs de coure arsènic), o per metasomatisme de roques ultramàfiques, lliures de sofre, on els fluids metasomàtics introdueixen sofre, carbonat, i arsènic. Això es tradueix normalment en la presència de minerals acoblats incloent mil·lerita, heazlewoodita, pentlandita-pirita metamòrfiques mitjançant sulfuració i arsenopirita-breithauptita-niquelina associades. Els minerals associats inclouen: arsenopirita, barita, plata, cobaltita, pirrotina, pentlandita, calcopirita, breithauptita i maucherita. La niquelina s'altera per donar annabergita (una capa verda d'arsenat de níquel) en patir l'exposició a l'aire humit. Als territoris de parla catalana ha estat descrita a la mina Atrevida (Vimbodí i Poblet, Conca de Barberà).

## Grup de la niquelina
El grup de la niquelina està format per vuit espècies minerals.
| Espècie       | Fórmula   |
| ------------- | --------- |
| Achavalita    | (Fe,Cu)Se |
| Breithauptita | NiSb      |
| Freboldita    | CoSe      |
| Kotulskita    | Pd(Te,Bi) |

| Espècie      | Fórmula   |
| ------------ | --------- |
| Langisita    | CoAs      |
| Niquelina    | NiAs      |
| Sobolevskita | Pd(Bi,Te) |
| Sudburyita   | (Pd,Ni)Sb |